# غلين إس. أندرسون
غلين إس. أندرسون (بالإنجليزية: Glenn S. Anderson)‏ هو سياسي أمريكي، ولد في 8 فبراير 1954 في كارثاغ في الولايات المتحدة. حزبياً، نشط في الحزب الديمقراطي. وقد انتخب عضو مجلس ولاية ميشيغان وانتخب عضو مجلس نواب ميشيغان ‏.